# Dave Schultz (zápasník)
David Leslie "Dave" Schultz (6. června 1959 Palo Alto, USA – 26. ledna 1996 Newton Square USA) byl americký zápasník.
V roce 1984 vybojoval na olympijských hrách v Los Angeles zlatou medaili ve volném stylu v kategorii do 74 kg. V roce 1983 vybojoval zlato, v roce 1985, 1987 a 1993 stříbro a v roce 1982 a 1986 bronz na mistrovství světa. V roce 1995 byl třetí na Panamerických hrách. V roce 1996 se stal obětí vraždy.